# Clasificación de los dibujos animados
Los dibujos animados pueden ser definidos como los programas realizados mediante la sucesión de imágenes, tradicionalmente a través de una técnica de animación que consiste en dibujar imágenes en secuencia, para representarlas en movimiento.
En el caso de la televisión, las caricaturas o dibujos animados son creaciones en los que se presenta una serie de situaciones fantásticas o cercanas a la realidad; donde los personajes pueden ir desde animales, objetos, personas o incluso seres fantásticos e imaginarios.
“Entre la animación hay una amplia gama, desde los dibujos animados para los más pequeños, hasta series de animación generalistas para toda la familia, e incluso exclusivamente para adultos, que son con frecuencia visionados también por los menores”.
Los dibujos animados tienden a mostrar un mundo de fantasía, que en muchos casos no tiene ninguna relación o semejanza con el mundo real; lo que puede servir como una forma de escape o evasión de la realidad para los televidentes.
Este mundo de fantasía, es lo que puede ser uno de los motivos de éxito en muchas de los dibujos animados, ya que los televidentes pueden sentirse reflejados o identificados con las situaciones presentadas o con algunos de los elementos que se muestran; debido a la tendencia de elementos reales con ficticios.
“Recíprocamente, todo lo que edifica la fantasía influye en los sentimientos del niño, y aunque esa construcción no concuerde con la realidad, los sentimientos son efectivamente vividos por él. Por ejemplo, al entrar a oscuras a su habitación, el niño puede imaginar que una tela que cuelga es un hombre extraño o un bandido que penetró ocultamente a la casa. La imagen del bandido, fruto de la fantasía, es irreal, pero el miedo que siente el pequeño es completamente efectivo porque las formas imaginadas lo asustan. Lo mismo le sucede frente a cualquier representación fantástica, aunque no sea fruto de su imaginación. Esto nos explica por qué le causan impresión tan honda los dibujos animados y situaciones ficticias creadas por los realizadores de caricaturas.”

## Clasificación por contenidos Animados
Así como todos los programas de televisión poseen un contenido, las caricaturas cumplen de igual manera con esta característica. Y conocerlo nos permitirá entender su estilo de trama y los elementos que la conforman.
Los dibujos animados pueden ser ubicados en 4 categorías; las cuales buscan englobar todos los programas de este tipo:
- Culturales
- Violentas
- Didácticas
- Recreativas

Esta división parte de la idea de que en el mundo de los dibujos animados, han surgido en las últimas décadas una gran variedad de programas con temáticas cada vez más específicas; las cuales van desde aquellas que buscan servir como instrumento para que los niños adquieran conocimientos básicos e indispensables para su edad, pasando por aquellas que tienen como objetivo simplemente servir como un instrumento de distracción y no aportando algo trascendente, hasta aquellas con gran carga de violencia o contenido no adecuado para los grupos más jóvenes.
Por lo tanto, se vuelve de vital importancia conocer que contenidos presentan las caricaturas, para que con base en eso se pueda obtener el mayor beneficio de la televisión y su programación; en beneficio de los televidentes y como elemento de apoyo en aspectos específicos.
“Teniendo en cuenta la gran cantidad de horas que pasan los niños frente a la televisión es indispensable estar atentos a los programas, los personajes y los contenidos que miran. Para pensar como es la infancia actual es indispensable incorporar a la televisión: ellos la llevan incorporada”.
A continuación, se encuentra una tabla que especifica las características de cada grupo
| Dibujos animados culturales |
| --- |
| Pueden ser consideradas así, los dibujos animados que muestran las características sociales y lingüísticas de una sociedad o contexto en particular. Por lo tanto buscan mostrar los modos de vida de diferentes sociedades y culturas. |
| Dibujos animados violentos |
| Son aquellos programas con un alto contenido de agresión, lenguaje inapropiado o escenas que no están destinadas a un público infantil.Estos programas generalmente pueden estar destinados al público adolescente y adulto; sin embargo, varias de las caricaturas actuales contienen escenas con carga de violencia de leve a moderada.                                                                                                 |
| Dibujos animados didácticos |
| Son aquellos programas que dentro de su contenido, tienen como objetivo exponer al televidente a una serie de elementos básicos en su formación escolar. Dichos elementos son desde: los números, las letras, sumas, restas, problemas sencillos de lógica, etc. En su mayoría, estos programas son dirigidos al público de edad preescolar; aunque existen ejemplos de dibujos animados didácticos para los niños de educación primaria. |
| Dibujos animados recreativos |
| Son aquellos cuyas temática no poseen aparente sentido o coherencia, ni presentan una trama complicada que busque aportar algún elemento nuevo al bagaje intelectual de los televidentes. Muestran temáticas que no tienen una lógica clara y situaciones cómicas. |

La clasificación de estos programas; vuelve más fácil entender los fines que buscan como emisiones televisivas y de entretenimiento, así como los posibles usos en otros entornos.